# Ma trận Boston
Là một mô hình kinh doanh kinh điển do Nhóm nghiên cứu Boston (BCG đưa ra nhằm xác định chu trình sống của một sản phẩm. Chu trình này được thể hiện bằng một ô hình chữ nhật có 4 phần; được biết đến dưới những cái tên nổi tiếng như BCG matrix (hay B.C.G. analysis, BCG-matrix, Boston Box, Boston Matrix).
Ma trận này được đưa ra lần đầu bởi Bruce Henderson của Boston Consulting Group vào năm 1970 nhằm mục đích giúp các công ty phân tích mô hình kinh doanh của họ cũng như các sản phẩm, dòng sản phẩm trên thị trường. Ma trận được sử dụng nhiều trong việc nghiên cứu marketing, thương hiệu, sản phẩm, quản trị chiến lược và phân tích danh mục đầu tư.

## Nội dung ma trận
Ma trận hình vuông, có bốn ô:

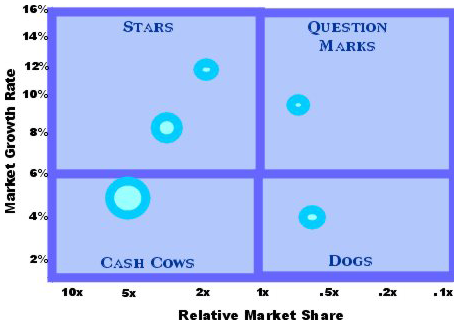
BCG Matrix

- Dấu hỏi: Một sản phẩm mới vào thị trường thường đi qua ô này. Lúc đó sản phẩm có khả năng tăng trưởng rất nhanh và hứa hẹn nhiều triển vọng, song cũng đầy rủi ro, do đó, biểu tượng của nó đương nhiên là một dấu hỏi như tên của ô này. Dù tăng nhanh hay không thì sản phẩm ở trong ô này chỉ đạt được sự tăng trưởng, còn hứa hẹn và thực thu về tiền thì không bao giờ có nhiều.
- Ngôi sao: nằm trên vị trí Cao của trục Tăng trưởng thị phần trên ma trận. Sản phẩm, dịch vụ đó có mức tăng trưởng thị phần tốt, chiếm thị phần nhiều, song việc nó kiếm được nhiều tiền hay không vẫn còn có nhiều ẩn số bởi còn phải đợi xem hiệu số giữa doanh thu và chi phí. Không hiếm sản phẩm có thị phần rất tốt song lại không đem lại lợi nhuận như mong muốn. Tuy nhiên, dù có hiệu quả hay không, nếu sản phẩm nằm được ở ô Sao này, nó cũng đang trở nên nổi bật trên thị trường và chứa đựng nhiều hứa hẹn.
- Bò sữa: Ô này tương ứng với mức độ tăng trưởng chậm lại về thị phần, song lợi nhuận lại khả quan nếu tính đơn thuần về hiệu quả kinh doanh của sản phẩm. Tương ứng với hình tượng con Bò sữa, sản phẩm ở trong vị thế này cho dòng tiền tốt, hiệu quả kinh doanh tốt như chú bò cho sữa.
- Chó mực: Sản phẩm hoặc không tiến lên nổi, hoặc và thường là rơi vào tình trạng suy thoái, cho lợi nhuận kém. Dòng tiền sản sinh không đủ làm phát sinh lợi nhuận và duy trì hoạt động kinh doanh lâu dài. Nếu một sản phẩm từ ô bò sữa có nguy cơ rơi vào ô này, những người quản lý cần nỗ lực hết sức để đưa nó trở lại ô Sao hay duy trì ở chính ô Bò sữa.

## Phần mềm/Mã nguồn
- Software which utilises the Boston Matrix Lưu trữ ngày 24 tháng 7 năm 2008 tại Wayback Machine
- Software to create a Boston Matrix Diagram and Folio Plots Lưu trữ ngày 22 tháng 10 năm 2008 tại Wayback Machine